# Quibou
Quibou ist eine französische Gemeinde mit 842 Einwohnern (Stand: 1. Januar 2022) im Département Manche in der Region Normandie (bis 2015 Basse-Normandie). Sie gehört zum Arrondissement Saint-Lô und Gemeindeverband Saint-Lô Agglo. Die Einwohner werden Quibois genannt.

## Geografie

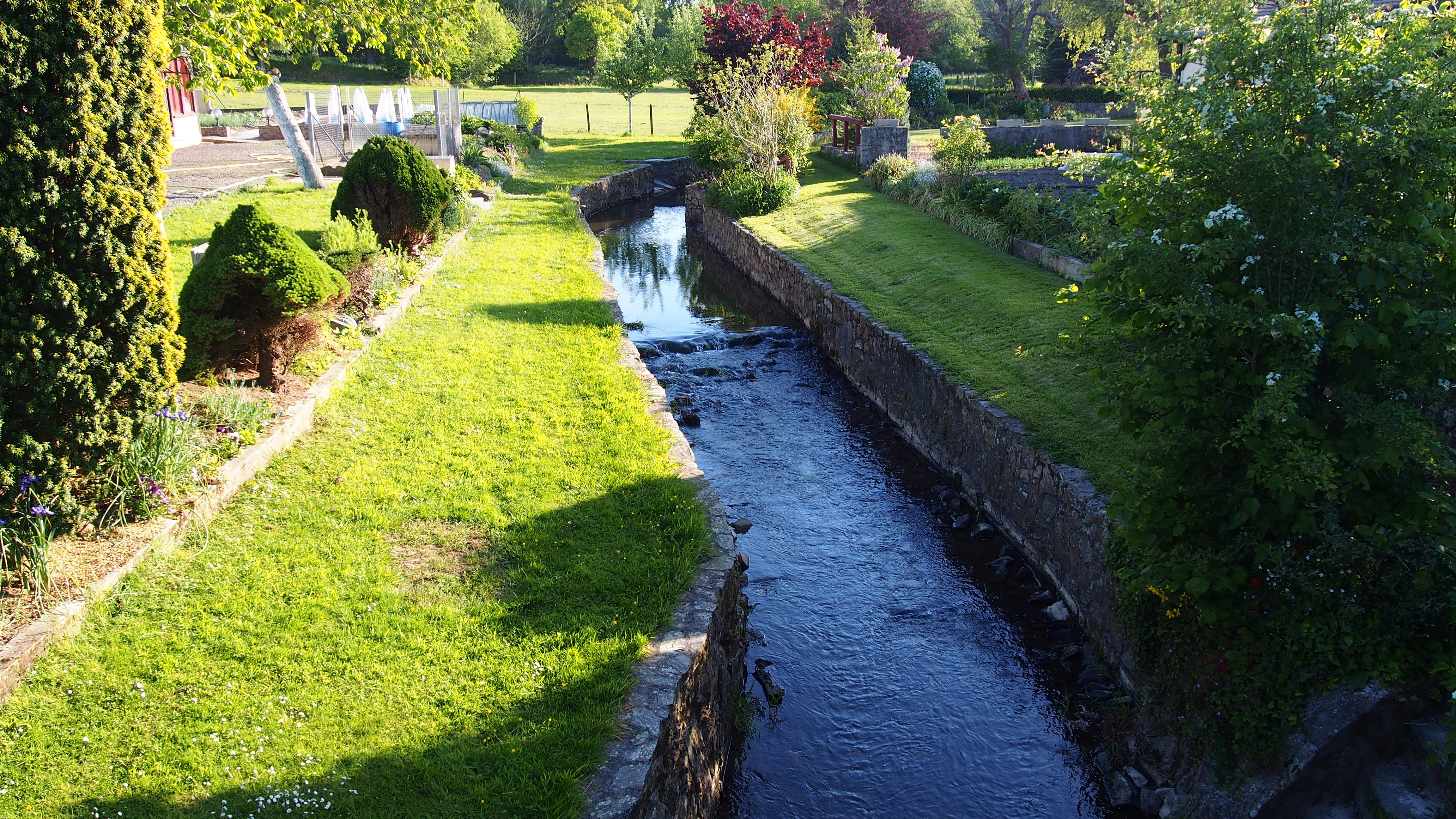
Die Joigne in Quibou

Die Gemeinde Quibou liegt am Übergang zur Halbinsel Cotentin, etwa zwölf Kilometer südwestlich  von Saint-Lô, 65 Kilometer westlich von Caen und etwa 30 Kilometer von der Küste des Golfes von Saint-Malo entfernt. Umgeben wird Quibou von den Nachbargemeinden Le Mesnil-Amey im Norden, Thèreval (Berührungspunkt) und Saint-Gilles im Nordosten, Canisy im Osten, Saint-Martin-de-Bonfossé im Südosten, Dangy im Süden, Carantilly im Westen sowie Marigny-le-Lozon im Nordwesten. Durch das Gemeindegebiet von Quibou fließt die Joigne, ein Nebenfluss der Vire. Die waldarme Landschaft um Quibou ist von kleinteiligen Ackerflächen mit unzähligen für diesen Teil der Normandie typischen Hecken geprägt.
Die Ortsteile von Quibou:
- La Bazilière
- La Bonne Eau
- La Bourdonnière
- La Campagne
- La Cauvinière
- La Conterie
- La Coquerie
- La Croix Lambert
- La Douchardière
- La Fauvelière
- La Féronnière
- La Folie
- La Forge
- La Grande Bosquerie
- La Guesnonnière
- La Hamonnière
- La Huaudière
- La Joignerie
- La Joisière
- La Moinerie
- La Noraisière
- La Péraudière
- La Pintelière
- La Pouchinière
- La Querellière
- La Quesnelle
- La Rainière
- La Renongière
- La Saulnerie
- La Saunerie de Bas
- La Vauterie
- La Villette
- Le Bonhommière
- Le Bosq
- Le Buisson
- Le Castillon
- Le Foc
- Le Grimbert
- Le Hamel
- Le Hamel ès Pages
- Le Mesnil Don
- Le Pont à Mazet
- Le Sault
- Le Vage
- Le Val
- Le Vauruel
- Les Bouillons
- Les Carrières
- Les Cinq Chênes
- Les Courts Champs
- Les Fontaines
- Les Hercheries
- Les Martinières
- L’Euderie
- L’Hôtel Biard
- L’Hôtel Couespel
- L’Hôtel Fossard
- L’Hôtel Hochu
- Saint-Benoît
- Village l’Abbé

## Ortsname
Als Quiebouc tauchte der Ortsname erstmals im Jahr 1056 auf. Weitere Schreibweisen des Ortsnamens waren Quiebuc (1146), Quibuc (1252), Kiboc (1260), Kuiboc (1274) und wieder Quiebouc (1349).
Über die Ursprünge des Namens gibt es zwei Hypothesen:
Wortbildung aus dem angelsächsischen Ceap für Vieh, Markt und Holt für Hügel, was in der Normandie bald als Synonym für Hütte stand
Entwicklung aus dem Französischen chie le bouc, was soviel heißt wie Ort, an dem die Ziege scheißt

## Bevölkerungsentwicklung
| Jahr      | 1962 | 1968 | 1975 | 1982 | 1990 | 1999 | 2009 | 2018 |
| Einwohner | 1040 | 995  | 876  | 784  | 809  | 819  | 907  | 889  |

Im Jahr 1831 wurde mit 2057 Bewohnern die bisher höchste Einwohnerzahl ermittelt. Die Zahlen basieren auf den Daten von cassini.ehess und INSEE.

## Sehenswürdigkeiten

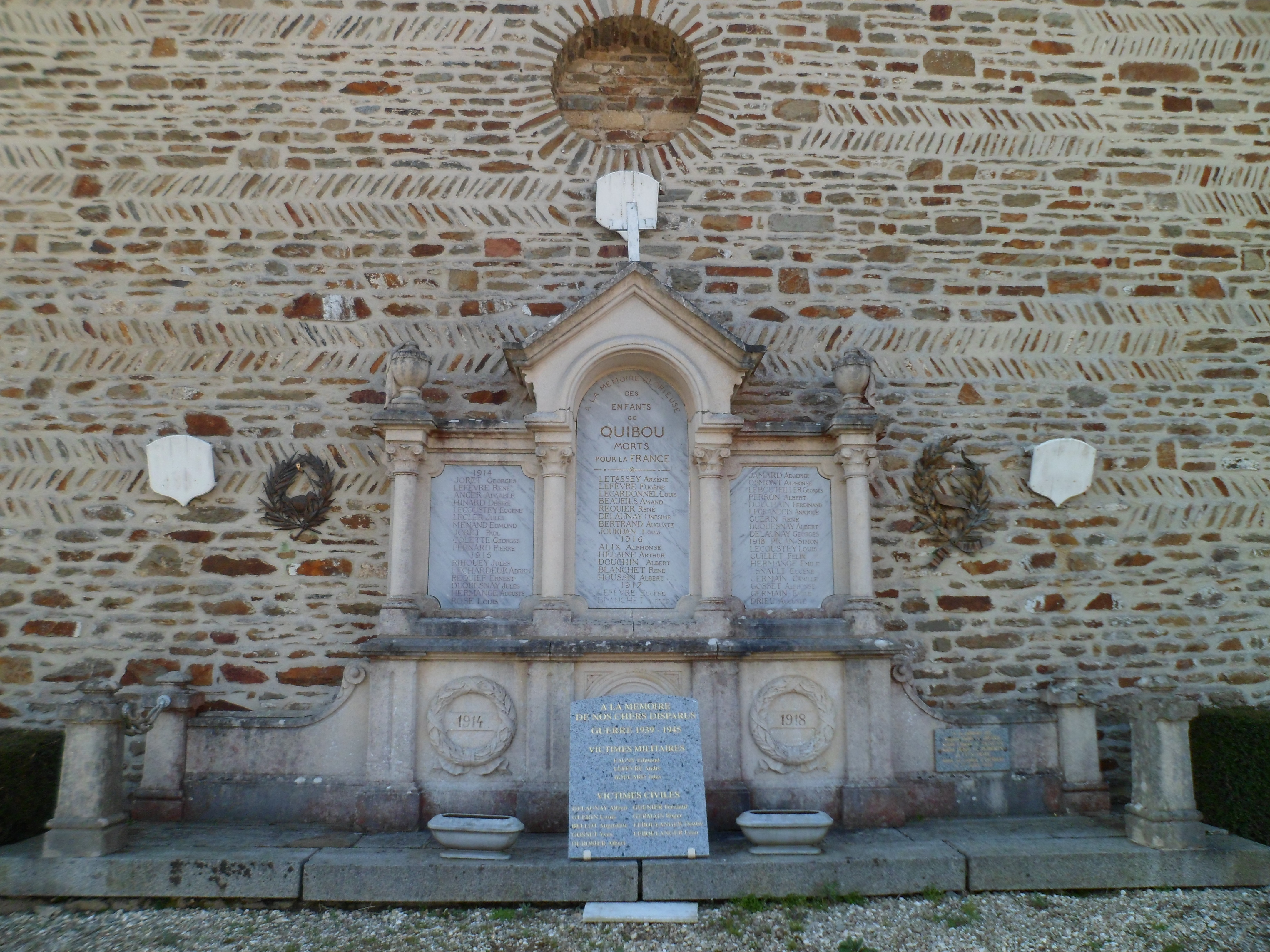
Gefallenendenkmal

- Kirche Saint-Rémy (St. Remigius), modernes Gebäude mit Gaudin-Buntglas, wieder aufgebaut nach der Zerstörung im Juli 1944 (nur die Wände des Langhauses aus dem 12. Jahrhundert und die südliche Kapelle blieben erhalten, der Sockel des Glockenturms aus dem 13. Jahrhundert und die gotische Veranda wurden 1659 überarbeitet)
- Flurkreuze
- Calvaire de mission de la Joignerie aus dem Jahr 1896
- Wasserturm nahe dem Ortsteil Le Sault
- Kriegerdenkmal

Kirche Saint-Rémy in Quibou
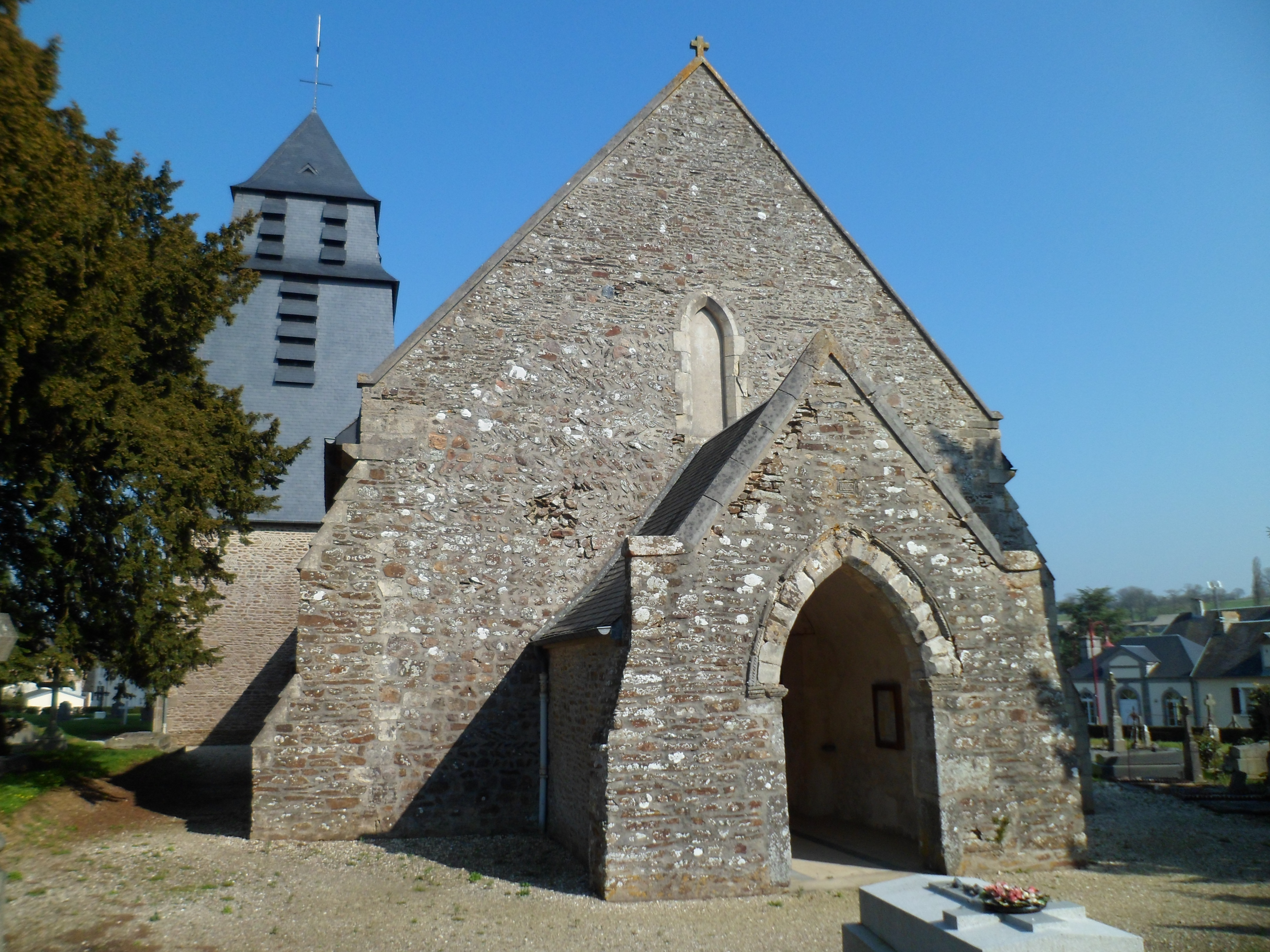
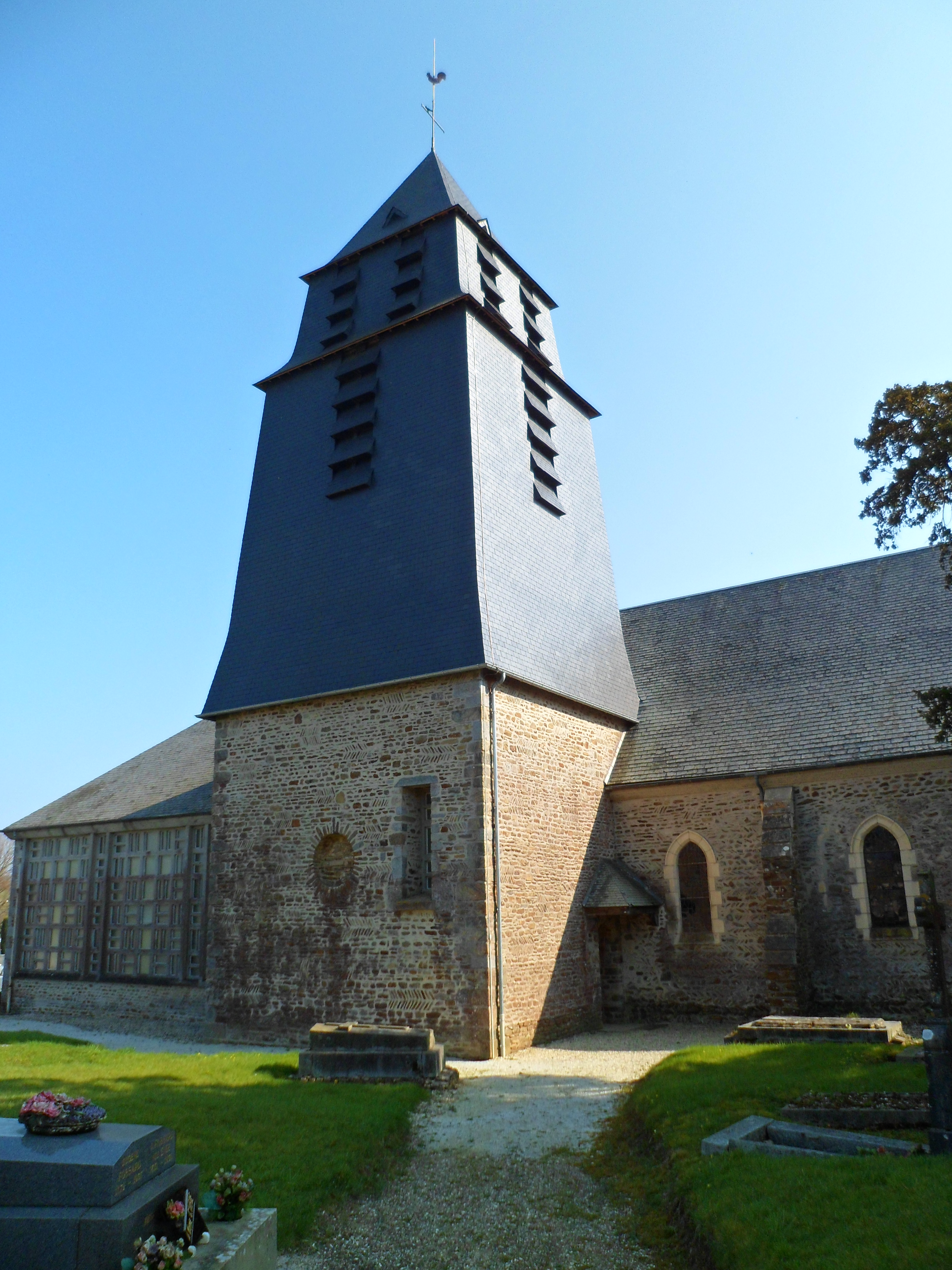
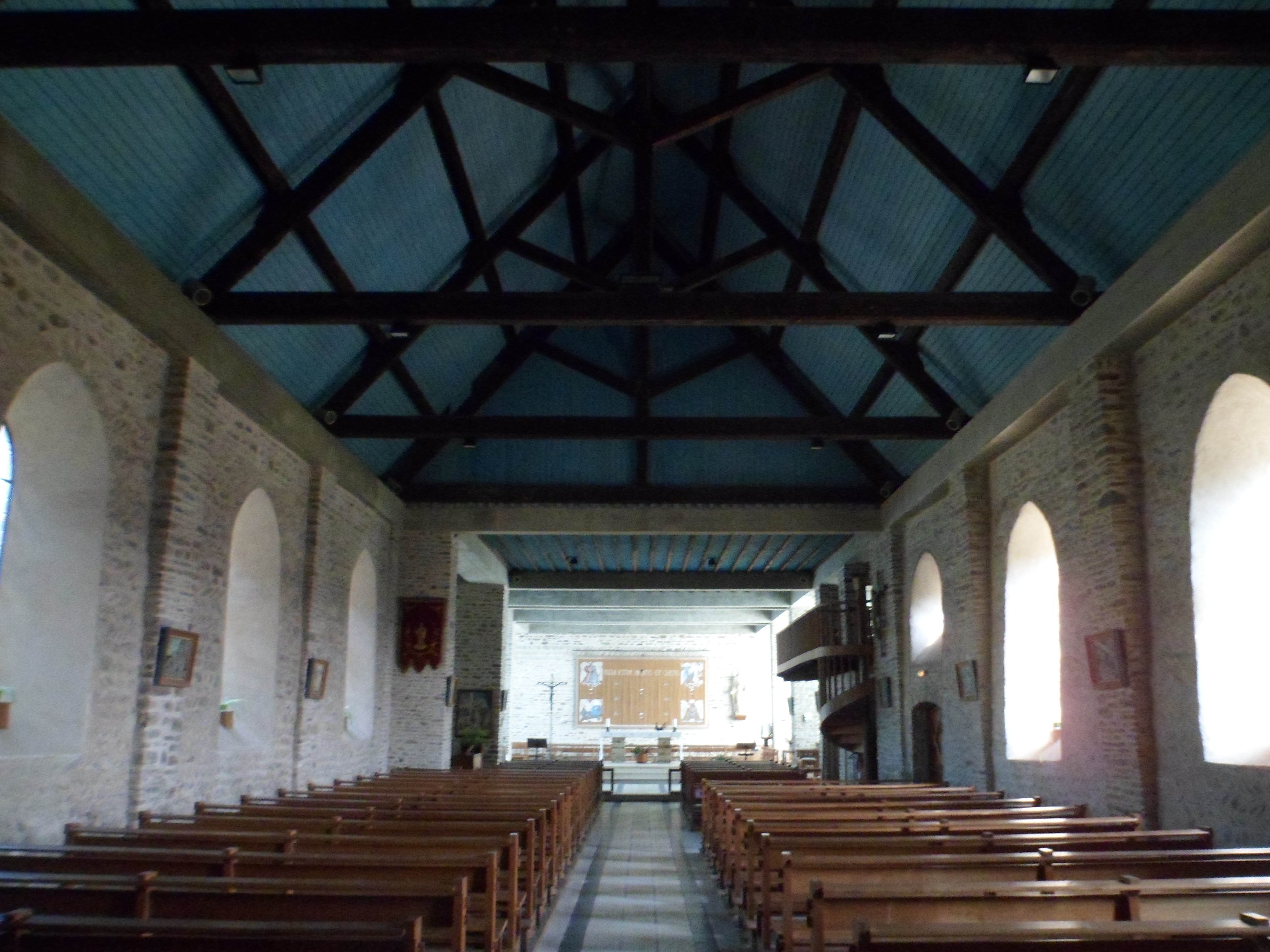
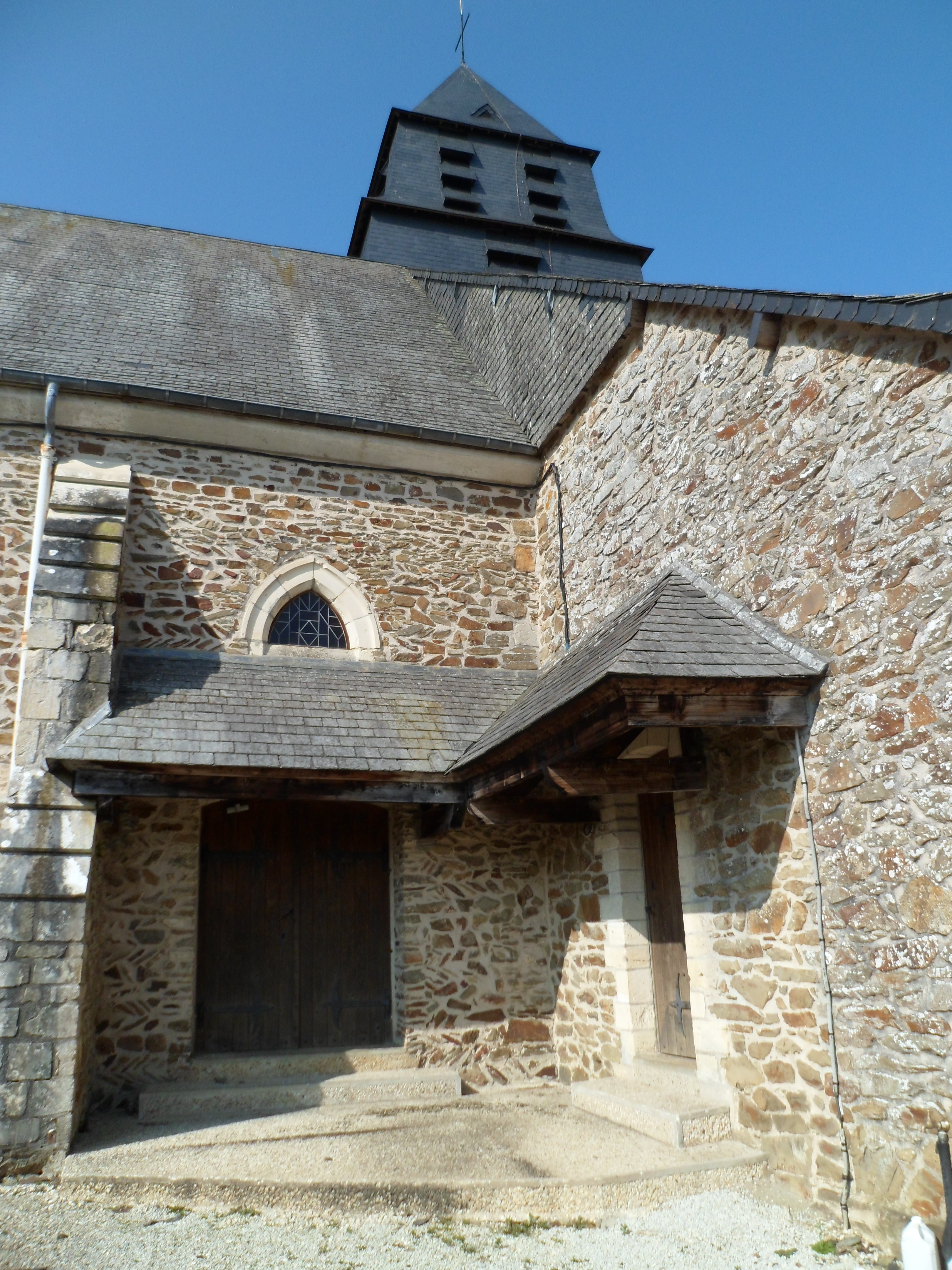
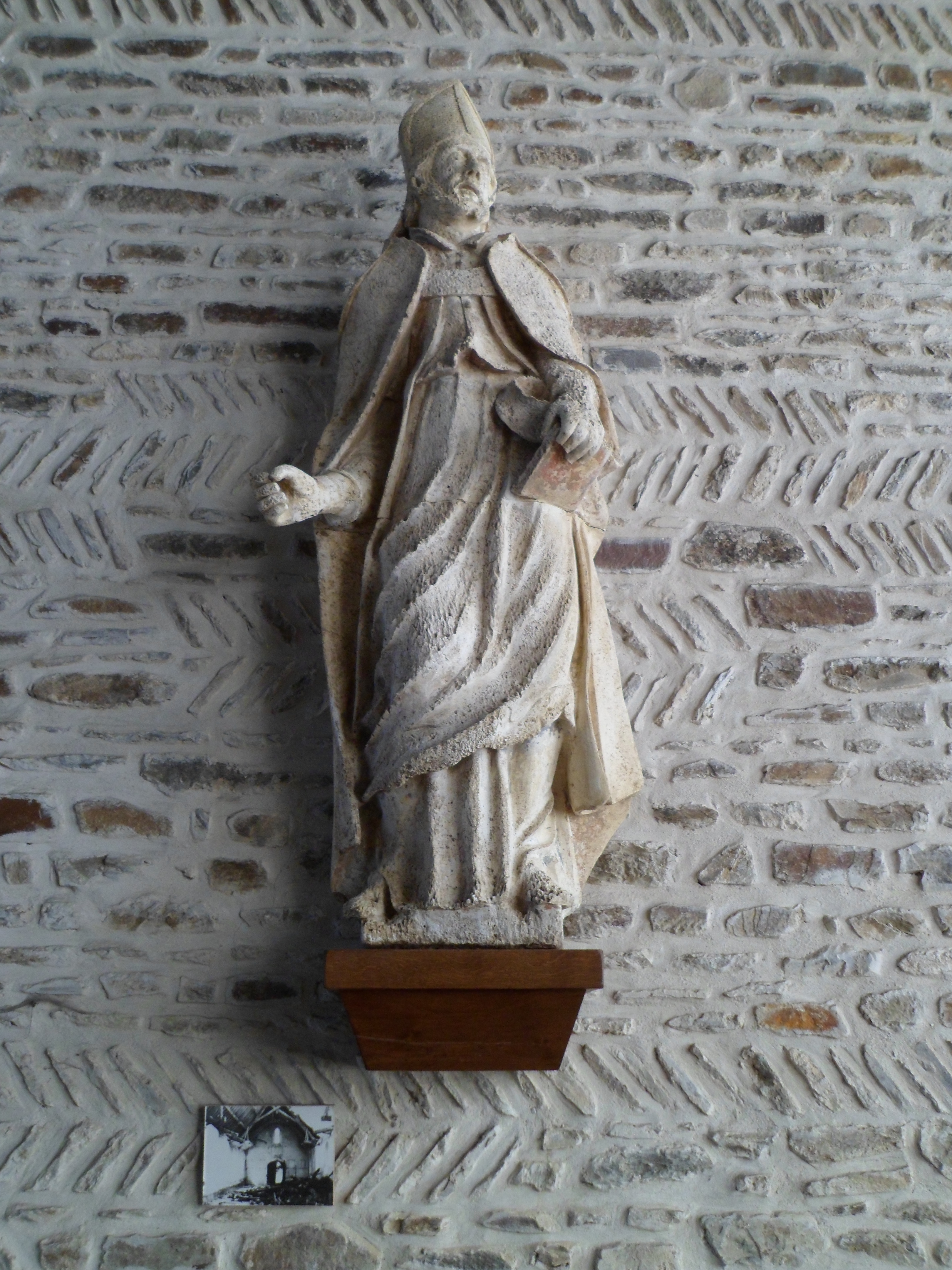

## Wirtschaft und Infrastruktur
In Quibou gibt es einen Dachdeckerbetrieb, einen Cidre-Hersteller, einen Bio-Gartenbaubetrieb und über 50 Landwirtschaftsbetriebe (Obstplantagen, Getreideanbau, Rinder-, Schaf-, Ziegen- und Pferdezucht, Milchviehhaltung).
Der örtlichen Versorgung dienen eine Bäckerei, ein Lebensmittelgeschäft, ein Bar-Tabac-Lokal und ein Zeitungsladen.
Quibou liegt abseits der überregional wichtigen Verkehrsachsen. Neun Kilometer nordöstlich besteht Anschluss an die autobahnartig ausgebaute Route nationale 174. Durch das Gemeindegebiet von Quibou führt die Bahnstrecke Lison–Lamballe, allerdings ohne Haltepunkt. Die nächste Zusteigemöglichkeit befindet sich im drei Kilometer westlich gelegenen Bahnhof Carantilly/Marigny.

## Belege
1. ↑  Quibou auf chantony.fr (Archiv, französisch)
2. ↑  René Lepelley, Noms de lieux de Normandie, Paris, Éditions Bonneton, Oktober 1999 (ISBN 2-86253-247-9), S. 148
3. ↑  Quibou auf cassini.ehess
4. ↑  Quibou auf INSEE
5. ↑  Landwirtschaftsbetriebe in Quibou auf annuaire-mairie.fr